# Епплтон (Ньюфаундленд і Лабрадор)
Епплтон (англ. Appleton) — містечко в Канаді, у провінції Ньюфаундленд і Лабрадор.

## Населення
За даними перепису 2016 року, містечко нараховувало 574 особи, показавши скорочення на 7,7%, порівняно з 2011-м роком. Середня густина населення становила 89,8 осіб/км².
З офіційних мов обидвома одночасно володіли 15 жителів, тільки англійською — 555.
Працездатне населення становило 62% усього населення, рівень безробіття — 8,8% (10% серед чоловіків та 7,1% серед жінок). 96,5% осіб були найманими працівниками, а 5,3% — самозайнятими.
Середній дохід на особу становив $48 486 (медіана $35 520), при цьому для чоловіків — $69 666, а для жінок $28 335 (медіани — $48 512 та $24 416 відповідно).
29,3% мешканців мали закінчену шкільну освіту, не мали закінченої шкільної освіти — 21,7%, 48,9% мали післяшкільну освіту, з яких 6,7% мали диплом бакалавра, або вищий.
| Статево-вікова структура населення | Статево-вікова структура населення | Статево-вікова структура населення | Статево-вікова структура населення | Статево-вікова структура населення |
| ---------------------------------- | ---------------------------------- | ---------------------------------- | ---------------------------------- | ---------------------------------- |
|                                    |                                    |                                    |                                    |                                    |
| Всього                             | Всього                             | 49,6%50,4%                         |                                    |                                    |
| 0 — 14 років                       | 0 — 14 років                       |                                    | 16,4%                              | 16,4%                              |
| 15 — 64 років                      | 15 — 64 років                      |                                    | 65,5%                              | 65,5%                              |
| 65 і більше                        | 65 і більше                        |                                    | 18,1%                              | 18,1%                              |
| 85 і більше                        | 85 і більше                        |                                    | 0,9%                               | 0,9%                               |
| Середній вік (років)               | Середній вік (років)               | 44,143,8                           | 43,9                               | 43,9                               |
| Медіана (років)                    | Медіана (років)                    | 48,947,1                           | 48,2                               | 48,2                               |
| — чоловіки — жінки                 |                                    |                                    |                                    |                                    |

| Походження мешканців:     | Походження мешканців:     | Походження мешканців: | Походження мешканців: | Походження мешканців: |
| ------------------------- | ------------------------- | --------------------- | --------------------- | --------------------- |
| Походження                |                           |                       | осіб                  | %                     |
| Корінні американці        | Корінні американці        |                       | 65                    | 12.04%                |
| Інше північноамериканське | Інше північноамериканське |                       | 280                   | 51.85%                |
| Європейське               | Європейське               |                       | 355                   | 65.74%                |
| британське                | британське                |                       | 310                   | 57.41%                |
| французьке                | французьке                |                       | 25                    | 4.63%                 |
| українське                | українське                |                       | 50                    | 9.26%                 |
| Азійське                  | Азійське                  |                       | 10                    | 1.85%                 |

| Зайнятість населення за галузями (за класифікацією NOC): | Зайнятість населення за галузями (за класифікацією NOC): | Зайнятість населення за галузями (за класифікацією NOC): | Зайнятість населення за галузями (за класифікацією NOC): | Зайнятість населення за галузями (за класифікацією NOC): |
| -------------------------------------------------------- | -------------------------------------------------------- | -------------------------------------------------------- | -------------------------------------------------------- | -------------------------------------------------------- |
|                                                          |                                                          |                                                          |                                                          |                                                          |
| Управління                                               | Управління                                               |                                                          | 12,1%                                                    | 12,1%                                                    |
| Бізнес, фінанси та адміністрування                       | Бізнес, фінанси та адміністрування                       |                                                          | 6,9%                                                     | 6,9%                                                     |
| Природничі та прикладні науки                            | Природничі та прикладні науки                            |                                                          | 12,1%                                                    | 12,1%                                                    |
| Охорона здоров'я                                         | Охорона здоров'я                                         |                                                          | 8,6%                                                     | 8,6%                                                     |
| Освіта, правозахист, муніципальні та урядові служби      | Освіта, правозахист, муніципальні та урядові служби      |                                                          | 22,4%                                                    | 22,4%                                                    |
| Мистецтво, культура, відпочинок та спорт                 | Мистецтво, культура, відпочинок та спорт                 |                                                          | 5,2%                                                     | 5,2%                                                     |
| Роздрібна торгівля та послуги                            | Роздрібна торгівля та послуги                            |                                                          | 13,8%                                                    | 13,8%                                                    |
| Гуртова торгівля, транспорт та обладнання                | Гуртова торгівля, транспорт та обладнання                |                                                          | 13,8%                                                    | 13,8%                                                    |
| Природні ресурси, сільське господарство                  | Природні ресурси, сільське господарство                  |                                                          | 3,4%                                                     | 3,4%                                                     |
| Виробництво                                              | Виробництво                                              |                                                          | 3,4%                                                     | 3,4%                                                     |

## Клімат
Середня річна температура становить 4,2°C, середня максимальна – 20°C, а середня мінімальна – -13°C. Середня річна кількість опадів – 1 175 мм.
| Клімат поселення                              | Клімат поселення | Клімат поселення | Клімат поселення | Клімат поселення | Клімат поселення | Клімат поселення | Клімат поселення | Клімат поселення | Клімат поселення | Клімат поселення | Клімат поселення | Клімат поселення | Клімат поселення |
| Показник                                      | Січ.             | Лют.             | Бер.             | Квіт.            | Трав.            | Черв.            | Лип.             | Серп.            | Вер.             | Жовт.            | Лист.            | Груд.            |                  |
| Середній максимум, °C                         | −1,72            | −1,9             | 1,96             | 7,33             | 12,49            | 17,21            | 19,99            | 19,67            | 15,12            | 9,84             | 5,11             | −0,43            |                  |
| Середня температура, °C                       | −7,27            | −7,46            | −3,6             | 1,78             | 6,92             | 11,64            | 16,56            | 16,25            | 11,69            | 6,41             | 1,69             | −3,87            |                  |
| Середній мінімум, °C                          | −12,83           | −13,02           | −9,16            | −3,79            | 1,36             | 6,08             | 13,12            | 12,80            | 8,26             | 2,98             | −1,75            | −7,3             |                  |
| Норма опадів, мм                              | 103              | 95               | 101              | 90               | 86               | 88               | 88               | 101              | 104              | 111              | 103              | 105              |                  |
| Середньомісячна швидкість вітру, м/с          | 5.70             | 5.39             | 5.30             | 4.88             | 4.44             | 4.10             | 3.90             | 3.90             | 4.26             | 4.70             | 5.22             | 5.60             |                  |
| Середньомісячна сонячна радіація, кДж/м²·день | 3728             | 6700             | 10636            | 14252            | 17223            | 18922            | 18723            | 15708            | 11599            | 6831             | 3918             | 2840             |                  |
| --------------------------------------------- | ---------------- | ---------------- | ---------------- | ---------------- | ---------------- | ---------------- | ---------------- | ---------------- | ---------------- | ---------------- | ---------------- | ---------------- | ---------------- |
| Джерело:                                      |                  |                  |                  |                  |                  |                  |                  |                  |                  |                  |                  |                  |                  |